# Binodini Dasi
Binodini Dasi, née en 1862 et morte en 1941, est une actrice de langue bengali, l'actrice la plus célèbre du XIXe siècle au Bengale. Elle a commencé à l'âge de 12 ans, avec une carrière assez courte, mais qui a marqué les esprits. Elle a écrit son autobiographie, publiée en 1917.

## Biographie

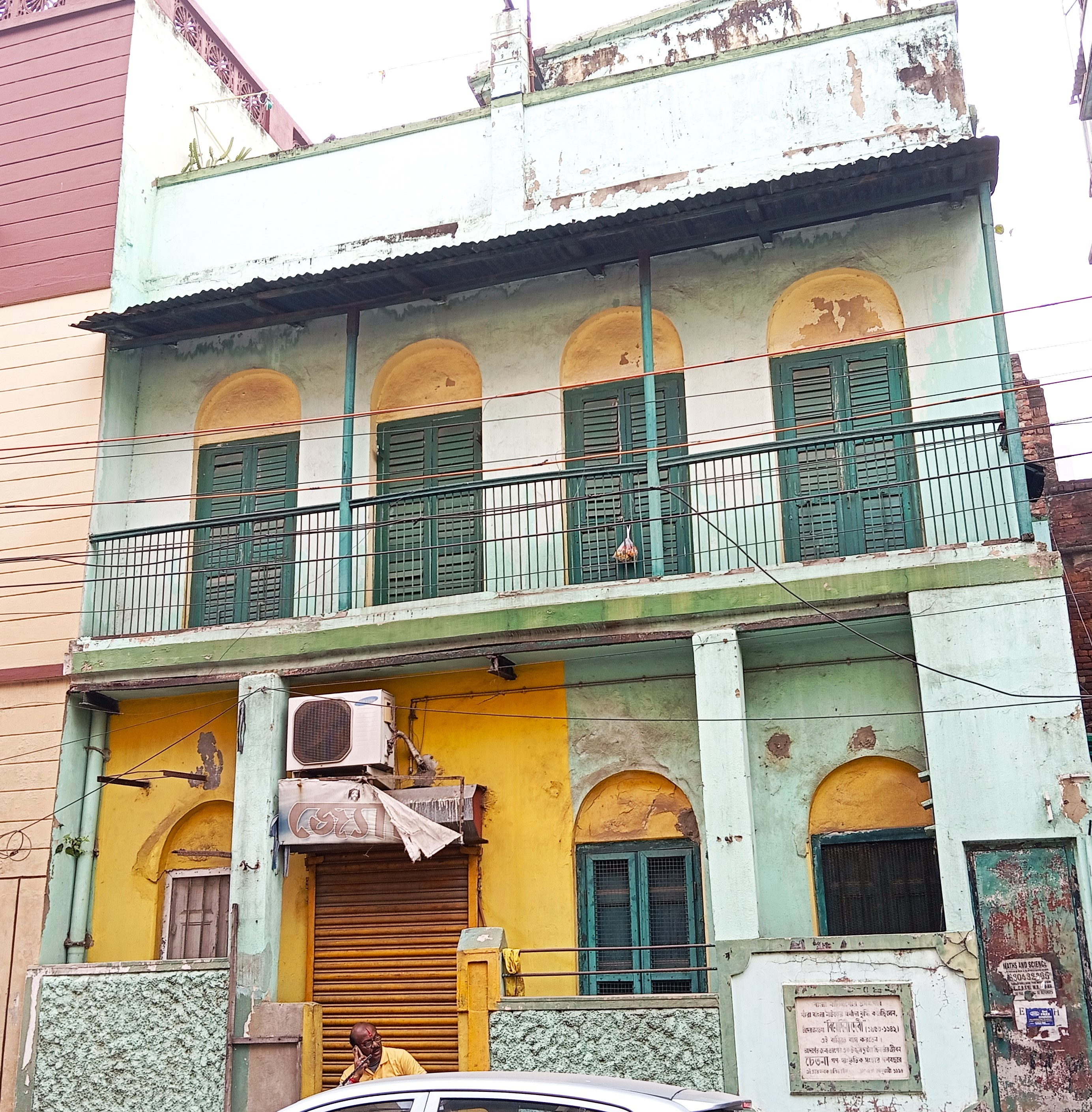
Maison de Binodini Dasi (Noti Binodini), Kolkata, India

Née dans le quartier de la prostitution, elle joue à l'âge de douze ans son premier rôle dramatique sérieux au Théâtre national de Calcutta en 1874, sous la direction de son fondateur, Girish Chandra Ghosh.
Sa carrière a coïncidé avec le développement d’une forme de théâtre inspirée du théâtre européen pour le public du théâtre bengali. Au cours de son parcours d’actrice, sur une douzaine d’années, elle a interprété plus de quatre-vingts rôles, dont ceux de Sītā, Draupadi, Radha,u  Kaikeyi. Elle est l'une des premières actrices de théâtre sud-asiatiques à écrire sa propre autobiographie, Amar Katha, (L‘histoire de ma vie), publiée en 1913.  Cette autobiographie apporte des informations sur le théâtre bengali, vu de l’intérieur, par une femme, et sur sa conception de l’art du jeu.  Elle est une pionnière dans l'art de la scène bengali et a introduit des techniques modernes de maquillage de scène par le mélange des styles européens et indigènes.
Le mystique bengali hindouiste Ramakrishna est venu la voir sur scène dans une de ses pièces en 1884.
Son histoire a été portée à l’écran en 1994 par le réalisateur indien Dinen Gupta, sous le titre de Nati Binodini, et a fait l’objet d’une pièce de théâtre, Nati Binodini, basée sur son autobiographie,  présentée pour la première fois par la National School of Drama, à New Delhi, en 1995 avec le rôle principal joué par l'actrice Seema Biswas, puis en 2006, mise en scène par Amal Allana,,.
Elle est morte en 1941.